# Taulelleria al País Valencià
La taulelleria valenciana o rajoleria valenciana és l'artesania tradicional de les arts sumptuàries, posteriorment aplicada a l'objecte quotidià, i que en l'actualitat ha esdevingut un procés industrial, per a l'elaboració de peces de ceràmica, anomenades taulell, rajola de València, manisa o rajola vidriada, i que s'estudia al País Valencià des d'un punt de vista cultural, històric, artístic i etnogràfic. Al territori valencià han existit importants centres de producció taulellera i reconeixement internacional en diferents moments de la història.

## Cuina de la casa dels Dordà
És un bon exemple de cuina rococó desapareguda de la casa dels Dordà a València.
L'estudi de la taulelleria permet conèixer la relació amb el medi per al qual van ser creats i, conseqüentment, el seu ús i aplicabilitat, la qual cosa suposa l'aportació d'una informació essencial per a les ciències socials i humanístiques per a l'enteniment i interpretació d'una societat en una època determinada.
resultant de la cocció d'una substància a base d'esmalt, que esdevé impermeable i lluenta.
El taulell és generalment usat com a element lligat a l'arquitectura en revestiment de superfícies interiors o exteriors o com a element decoratiu aïllat. Actualment el taulell es fabrica de manera industrial a gran escala, essent paviment ceràmic si fa referència a un taulell per al terra, i revestiment ceràmic si es refereix al de paret.

## La taulelleria valenciana dels segles XVII, XVIII i XIX
A l'art valencià, la ceràmica valenciana produïda a la ciutat de València durant els segles XVII, xviii i xix, moment de màxima esplendor i rellevància i de gran influència, conforma una unitat historico-artística fonamental.